# Swallow This Live
Swallow This Live es el primer álbum en vivo de la banda estadounidense de Glam metal, Poison. Fue lanzado en 1991 por Capitol Records. El álbum alcanzó el puesto número 51 en las listas de Billboard. Fue certificado oro en 2001.

## Producción y mercadeo
El disco contiene 16 canciones en vivo de los tres primeros álbumes del grupo: Look What the Cat Dragged In, Open Up and Say... Ahh! y Flesh & Blood. Fue grabado en Miami, Orlando y Tampa, Florida, durante la gira de Flesh & Blood. También contiene cuatro canciones nuevas de estudio, las cuales fueron las últimas que grabó el guitarrista C.C. DeVille antes de su salida de la banda ese mismo año. La canción So Tell Me Why fue lanzada como sencillo.

## Listado de temas
Disco: 1
1. Intro
2. Look What the Cat Dragged In
3. Look but You Can't Touch
4. Let It Play
5. Good Love
6. Life Goes On
7. Ride the Wind
8. I Want Action
9. Drum Solo
10. Something to Believe In
11. Poor Boy Blues
12. Unskinny Bop

Disco: 2
1. Love on the Rocks
2. Guitar Solo
3. Every Rose Has Its Thorn
4. Fallen Angel
5. Your Mama Don't Dance
6. Nothin' but a Good Time
7. Talk Dirty to Me
8. So Tell Me Why
9. Souls on Fire
10. Only Time Will Tell
11. No More Lookin' Back (Poison Jazz)

## Personal
- Bret Michaels - Voz, Guitarra
- C.C. DeVille - Guitarra
- Bobby Dall - Bajo
- Rikki Rockett - Batería